# (547617) 2010 TT195
(547617) 2010 TT195 est un objet de la ceinture de Kuiper, faisant partie des cubewanos.

## Caractéristiques
(547617) 2010 TT195 mesure environ 280 kilomètres de diamètre.